# Planchonia spectabilis
Planchonia spectabilis är en tvåhjärtbladig växtart som beskrevs av Elmer Drew Merrill. Planchonia spectabilis ingår i släktet Planchonia och familjen Lecythidaceae. Inga underarter finns listade i Catalogue of Life.